# Scottish Mortgage Investment Trust
Scottish Mortgage Investment Trust PLC ist eine britische Investmentgesellschaft mit Sitz in Edinburgh, die sich auf den Erwerb von Anteilen an börsennotierten und nicht börsennotierten Unternehmen spezialisiert hat. Ende März 2021 belief sich der Marktwert des Portfolios auf 18 Mrd. GBP.
Das wertmäßige Portfolio ist geografisch wie folgt verteilt: Vereinigtes Königreich (1,8 %), Europa (22,4 %), Nordamerika (49,5 %), Asien (24,6 %) und Lateinamerika (1,7 %).
Das Unternehmen ist an der Londoner Börse gelistet und Teil des FTSE 100 Index.

## Geschichte
Bis 1909 schuf die wachsende Popularität des Automobils eine erhebliche Nachfrage nach Reifen, die Gummipflanzer in Südostasien befriedigen wollten, aber wegen mangelnden Kreditgebern nicht umsetzen konnten. In Edinburgh gründeten Colonel Augustus Baillie und Carlyle Gifford Straits Mortgage and Trust Company Limited. Diese Gesellschaft lieh den Pflanzern Geld, das durch die Kautschukgüter gesichert war.
Nachdem die Kreditkrise vorbei war, wurde im Jahr 1913 der Investitionsauftrag des Trusts auf Anleihen- und Aktienmärkte weltweit ausgeweitet und der Name in The Scottish Mortgage and Trust Company Limited geändert. 
Schon früh gehörten nordamerikanische Anlagen zum Portfolio von Scottish Mortgage, die jedoch Mitte der 1930er Jahre durch die Erlöse aus verkauften europäischen Investitionen als Reaktion auf die sich verschlechternde politische Situation in Europa erheblich aufgestockt wurden.
In den 1960er Jahren gehörte der Trust zu den ersten, die von der Aufhebung der Beschränkungen für Ausländer profitierten, die auf dem aufkeimenden japanischen Markt investierten. Diese Entscheidung war wegen der noch frischen Kriegserinnerungen umstritten.